# Stockamöllans herrgård

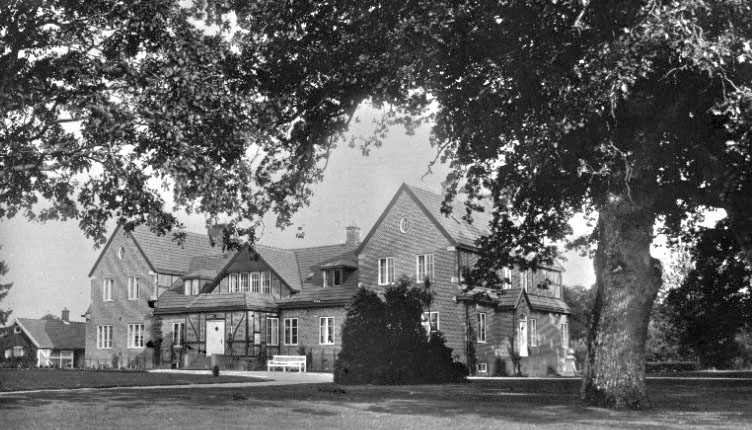
Stockamöllans herrgård anno 1920.

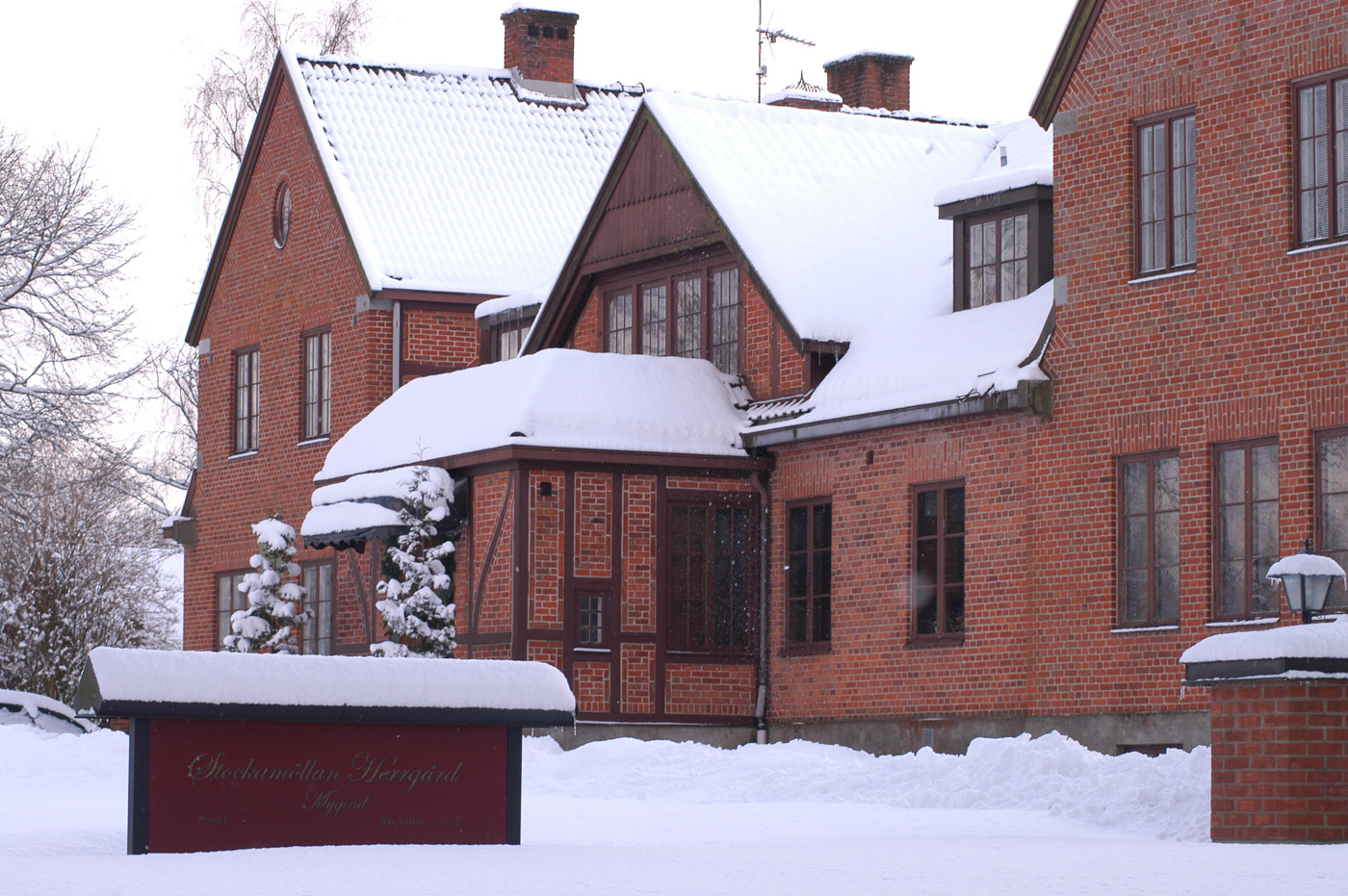
Stockamöllans herrgård vintern 2006.

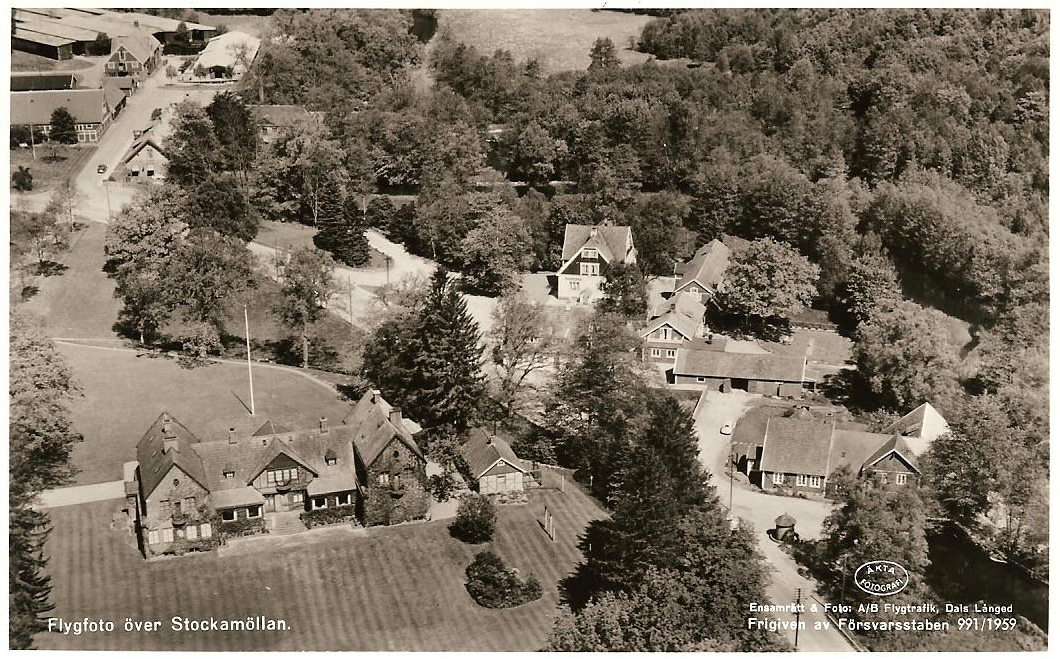
Stockamöllans herrgård, flygfoto från 1959.

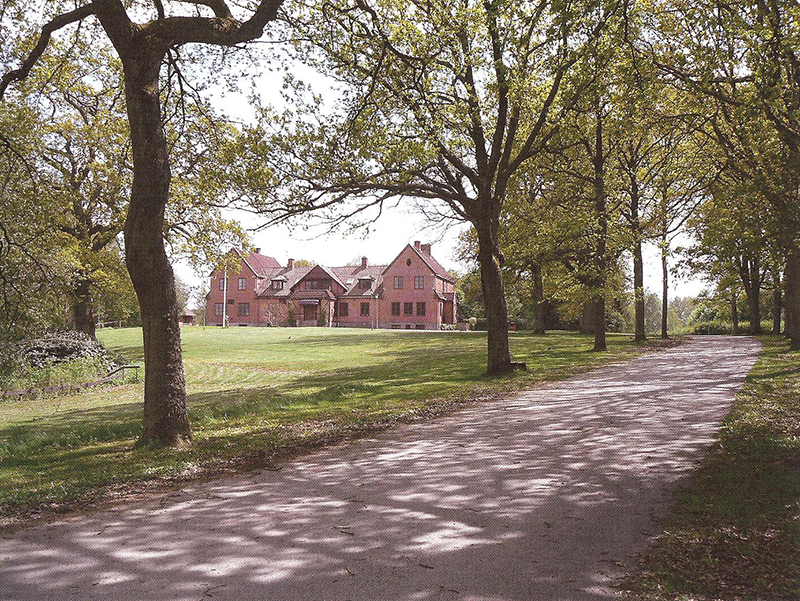
Stockamöllans herrgård sommaren 2007.

Stockamöllans herrgård är en gård i Stockamöllan i Billinge socken i Eslövs kommun i Skåne. Det omnämns 1201 i ärkebiskop Absalons testamente till kanikorden (munkorden). 
Herrgården ägdes 1548 av Mads Steensen Laksmand vid Rönneholm och tillhörde detta gods fram till 1866. 
Nuvarande byggnad uppförd 1869, av Carl Lindeqvist i engelsk villastil. Ombyggd 1906 av Wilhelm Sonesson. 1917 försågs byggnaden med flyglar ritade av arkitekt, Frans Ekelund.  